# Bytčanský zámek
Bytčanský zámek je renesanční zámek, nacházející se ve středu slovenského města Bytča.

## Popis
Zámek patří k nejvýznamnějším a architektonicky nejpůsobivějším feudálním sídlům na Slovensku. Ma statut národní kulturní památky. Skládá se z vlastního renesančního, tzv. Svatebního paláce, a dalších hospodářských a obytných budov.

## Historie
Původně zde stával menší hrad (obytná věž s dvorcem) postavený ve 13. století, patřící nitranskému biskupství. V roce 1563 se zmocnil zdejšího panství spolu s hradem František Turzo, člen významné podnikatelské rodiny (podnikali v těžbě a výrobě mědi), který zde v letech 1571-1574 vybudoval na místě starého gotického hradu nový zámek – opevněný areál s dalšími funkčními stavbami. Vzhled starého hradu s obytnou věží v opevnění je znám z historických rytin. Stavbou renesančního zámku pověřil František Turzo italského mistra Kiliána z Milána (jeho postava je zvěčněna na fresce v přízemí na kruhovém schodišti). V činnosti svého otce pokračoval i jeho syn Juraj Turzo, který za aktivní účast v boji proti Turkům získal významné místo na císařském dvoře. Jako uherský palatin dal v roce 1601 vybudovat tzv. Svatební palác, prostornou budovu v předhradí, věnovanou slavnostním rodinným příležitostem, hlavně svatebním hostinám jeho šesti dcer. Do dějin zámku se v období renesance zapsal také další italský mistr A. Pocabello, který jej opravil po ničivém vpádu hajduckých vojsk v letech 1605-1612. Při těchto úpravách byla postavena i arkáda na nádvoří ústřední budovy, která překryla staré fresky z období vzniku zámku. Po vymření Turzovců, kteří zřídili v Bytči knihovnu a měli zde i klenotnici se sbírkou vzácných gobelínů, se osudy zámku změnily. Ten se dostal roku 1624 do rukou Eszterházyů, kteří vlastnili Bytču až do poloviny 19. století. Protireformačně naladění Eszterházyové využívali zámek nejdříve jako hospodářské stavení, jeho vzhled obohatili jen v roce 1736 cyklem postav v arkádě – fresky znázorňují v nadživotní velikosti uherské a evropské panovníky, známé vojevůdce a hrdiny z antické mytologie. Roku 1862 panství s majetkem odkoupila obchodnická rodina Popperovců, která uskutečnila nevhodné úpravy: samotný zámek přestavěla na byty, Svatební palác na okresní soud. Tzv. klasicistickou budovu, která vznikla kolem roku 1830 přestavbou renesanční budovy, funkčně přičlenili k okresnímu soudu a sloužila také pro potřeby města.

## Dispozice
Centrum areálu tvoří čtyřkřídlý objekt zámku s arkádovým nádvořím, ústřední vstupní věží s kruhovými věžemi na nárožích. Svatební palác u zámku má bohatou sgrafitovou ornamentikou s figurálními a rostlinnými motivy okolo kamenných oken a portálu.

## Současnost

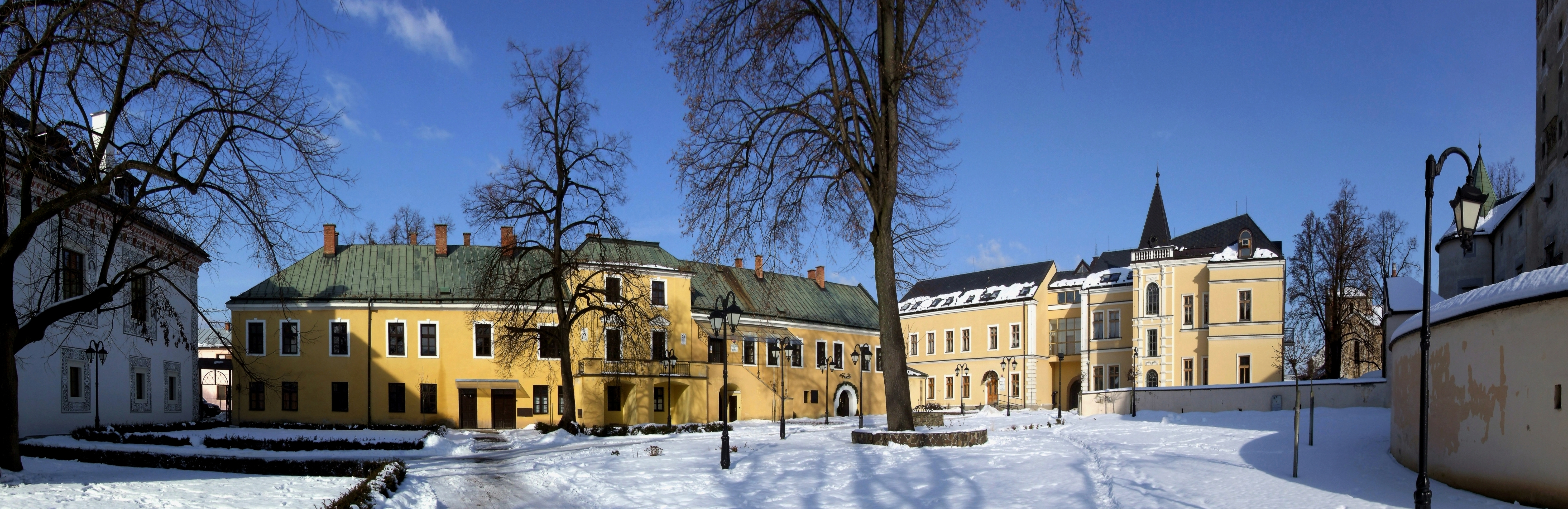
Panorama hradu

V hlavním objektu je nyní umístěn Státní oblastní archiv, ve Svatebním paláci byly zřízeny výstavní prostory Považského muzea. Po dokončení úprav budou budovy areálu sloužit kulturně-společenským účelům a cestovnímu ruchu. Památková obnova byla započata po roce 1960. Probíhají zde dlouhodobé úpravy, jejímž výsledkem bude navrácení vzhledu areálu do thurzovského období. Svatební palác je už nyní uveden do původní podoby, známé z počátku 17. století.

## Zajímavosti
Na zámku se konal 7. ledna 1611 soud s pomocníky hraběnky Alžběty Báthoryové, Čachtické paní, známé svými údajnými sadistickými zvěrstvy. Soudcovský sbor tohoto zajímavého trestního případu odsoudil pomocníky k trestu smrti. Samotnou Čachtickou paní nesoudili, v rozsudku se uvádí jen, že ji nechali ve vězení na Čachtickém hradě, kde zůstala až do své smrti v roce 1614.
Na zámku sloužil jako voják strážného oddílu Juraj Jánošík, který se zde seznámil s uvězněným kysuckým zbojníkem Tomášem Uhorčíkem. Ten Jánošíka po propuštění z císařského vojska přemluvil, aby se dal ke zbojníkům. Jánošík si poté vytvořil vlastní družinu a stal se legendárním hrdinou, který „bohatým bral a chudým dával“. Nakonec jej začátkem března 1713 chytili v Liptovském Mikuláši, odsoudili a popravili na šibenici.